# Omar Oraby
Omar Tarek Saiid Oraby (in arabo عمر طارق‎?; Cairo, 8 settembre 1991) è un cestista egiziano.

## Carriera
Con l'Egitto ha disputato i Campionati mondiali del 2023 e due edizioni dei campionati africani (2015, 2021)

## Palmarès
- Basketball Africa League: 1

Al-Ahly: 2023